# Wayne Shorter
Wayne Shorter (25. srpna 1933, Newark, New Jersey – 2. března 2023) byl americký jazzový saxofonista a skladatel, často označovaný za jednoho z nejdůležitějších amerických jazzových hudebníků své generace. Byl držitelem několika cen Grammy. 
Shorter nahrál pod svým jménem více než 20 alb, na mnoha dalších si zahrál jako spoluhráč. Koncem padesátých let byl členem Art Blakey’s Jazz Messengers, v šedesátých letech byl saxofonistou druhého kvintetu Milese Davise, v sedmdesátých letech byl jedním z leadrů jazzrockové kapely Weather Report.
Shorterův spoluhráč, kontrabasista John Patitucci, v jednom rozhovoru prohlásil: „Shorter disponuje schopnostmi hned několika klasických skladatelů. Má výrazný cit pro melodii, tak jako Puccini, zároveň jsou jeho skladby harmonicky sofistikované jako třeba Ravelovy.“